# 顫刺的預兆
《顫刺的預兆》（英語：By the Pricking of My Thumbs）是英國作家阿嘉莎·克莉絲蒂所著的推理小說，1968年11月由柯林斯犯罪俱樂部在英國首度出版，同年稍後再由道得密得出版公司在美國出版。
本書是克莉絲蒂小說中以湯米和陶品絲夫妻為主角的第三部長篇小說，這兩名角色雖已步入老年，但陶品絲仍熱衷於追查可疑的事物，而湯米則是全力支持她:209。

## 情節概要
湯米和陶品絲夫妻去煦阳岭養老院探望湯米的艾達姨媽，陶品絲在等待湯米時與一位住民蘭開斯特夫人交談。幾週後，艾達姨媽去世，湯米和陶品絲前往養老院時得知蘭開斯特夫人已經被其親戚詹森夫人帶走了。夫妻兩人在艾達姨媽的遺物中發現一幅描繪一棟河邊房屋的畫，據稱這幅畫是蘭開斯特夫人送給艾達姨媽的，陶品絲對於畫中房屋有種似曾相識的感覺，而後她想起來是以往在搭火車時從車窗外見到這棟房屋。
湯米離家去開會時，陶品絲獨自去調查畫中房屋，她最終在一個小村莊蘇登千士勒（Sutton Chancellor）附近找到了這棟房屋，它的後半部被佩利夫婦租用，前半部已棄置多年。陶品絲在蘇登千士勒暫住，認識了一些當地居民，包括年長和藹的教區牧師、聊起天來滔滔不絕的科普利太太、在村內十分活躍的奈莉·布萊小姐等人，其中科普利太太告訴了陶品絲一大堆當地的傳言，包括多年前一連串兒童被殺的凶殺案。一次，陶品絲在察看墓碑時被人從後方襲擊。
數日內陶品絲消息全無的期間，湯米也展開了一系列的調查，老友艾佛·史密斯向他暗示那棟房子可能犯罪集團當作據點。湯米返家後，得知嚴重腦震盪的陶品絲正在一家醫院內休養。他隨後在僕人艾柏的啟發下，從艾達姨媽遺留下的家具內找到一封隱藏的信件，艾達姨媽在信中懷疑煦阳岭養老院可能隱藏著一個殺人犯。
陶品絲康復後，幾乎確定了布萊小姐就是攻擊她的人。陶品絲獨自來到那棟房屋想找佩利夫婦，但佩利夫婦恰好不在家，她卻意外遇見了失蹤已久的蘭開斯特夫人。蘭開斯特夫人將陶品絲帶到屋內一間密室內，開始講述她的故事。蘭開斯特夫人年輕意外懷了孕，但她選擇墮胎，而後在這棟房屋內跟一個犯罪集團住在一起。後來，她結了婚，但始終沒有孩子，便認為這跟以往曾經墮胎有關，於是她精神錯亂，開始殺害兒童。煦阳岭養老院的住民穆迪夫人由於認出她，也被她在牛奶中下毒害死。蘭開斯特夫人說完便拿著毒牛奶和刀子要殺害陶品絲，但由於菲利普·斯塔克爵士和佩利夫婦趕到而未果。
據透露，蘭開斯特夫人實際上是菲利普·斯塔克的妻子，深愛妻子的斯塔克為了掩飾蘭開斯特夫人犯下的罪行，便讓布萊小姐（化名詹森夫人）協助掩蓋這一切。真相大白後，湯米和陶品絲夫妻返家。

## 登場人物
- 湯米和陶品絲
- 艾柏，湯米和陶品絲忠心的僕人
- 蘭開斯特夫人
- 帕卡德小姐，煦阳岭養老院院長
- 艾達姨媽
- 愛瑪·博科恩夫人，畫家遺孀
- 艾克爾先生
- 菲利普·斯塔克
- 奈莉·布萊小姐
- 佩利夫婦
- 牧師
- 科普利太太及先生
- 默利醫生
- 艾佛·史密斯
- 穆迪夫人

## 創作背景

本書作者阿嘉莎·克莉絲蒂。

作者克莉絲蒂在《顫刺的預兆》上題詞表示，這本書是為了那些不斷詢問湯米和陶品絲現況的讀者而寫的。
該書書名的原文是來自於威廉·莎士比亞戲劇《麥克白》中的一句台詞。

## 改編作品
2005年，《顫刺的預兆》被改編為法國電影《小手指的灵感》，由Pascal Thomas執導。
2006年，英國ITV電視劇《瑪波小姐探案》第二季的部分劇情改編自《顫刺的預兆》。

## 外部連結
- 顫刺的預兆 （页面存档备份，存于），克莉絲蒂官網（英文）
- 互联网电影数据库（IMDb）上《Mon petit doigt m'a dit... (2005)》的资料（英文）